# Cylindrepomus flavicollis
Cylindrepomus flavicollis là một loài bọ cánh cứng trong họ Cerambycidae.